# Wladimir Iossifowitsch Ingal
Wladimir Iossifowitsch Ingal, Geburtsname Wulf Iossifowitsch Ingal, (russisch Владимир Иосифович Ингал; * 16. Märzjul. / 29. März 1901greg. in Jekaterinodar; † 29. März 1966 in Leningrad) war ein sowjetischer Bildhauer und Hochschullehrer.

## Leben
Ingals Großvater Mejer Nutowitsch Ingal (* 1844) war in Nowohrad-Wolynskyj in den Kaufmannsstand erhoben worden und ließ sich 1885 mit seiner Familie in Rostow am Don nieder. Ingals Vater Iossif Mejerowitsch-Nojechowitsch (Markowitsch) Ingal (* 1873)  war Arzt und hatte die Pianistin und Musiklehrerin Sofija Grigorjewna Weinberg (* 1876) geheiratet. Ingals Onkel Dawid Lewin (1863–1930) war vereidigter Anwalt und Journalist, dessen Schwester Marija den Gynäkologen Nikolai Samuilowitsch Kannegiesser (Bruder des Verkehrsingenieurs Joakim Kannegiesser) und nach dessen Tod den Übersetzer Issai Mandelstam heiratete. Ingals Onkel Jewsei Mejerowitsch (Moissei Markowitsch) Ingal war Arzt der Marine-Schule in Rostow am Don und wurde im Deutsch-Sowjetischen Krieg 1942 in Smijowskaja Balka von der deutschen Einsatzgruppe D der Sicherheitspolizei und des SD erschossen.
Ingal besuchte das Gymnasium in Moskau. 1915 lernte er im Privatatelier des Malers Wassili Meschkow in Moskau.
Ingal begann nach der Oktoberrevolution im Russischen Bürgerkrieg das Studium 1918 in Rostow am Don in der Don-Fakultät. 1923–1926 studierte er in Baku am Polytechnischen Institut in der Ökonomie-Fakultät. Daneben nahm er Unterrichtsstunden bei dem Bildhauer Stepan Ersja.
1926 ging Ingal nach Leningrad und studierte bis 1930 am Höheren Künstlerisch-Technischen Institut (bis zur Oktoberrevolution Kaiserliche Akademie der Künste) bei Wsewolod Lischews, Robert Bach und Wassili Simonow.
Ab 1929 arbeitete Ingal mit dem Bildhauer Weniamin Bogoljubow zusammen. Ihre erste gemeinsame Arbeit war eine Ordschonikidse-Statue (1935–1937). Weitere gemeinsame Arbeiten folgten, darunter die Komposition Stalin und das Mädchen (1939) für den Pavillon der Tadschikischen Sozialistischen Sowjetrepublik auf der Allunionslandwirtschaftsausstellung in Moskau.
Während des Deutsch-Sowjetischen Kriegs war Ingal in Usbekistan evakuiert. 1945 wurde er Mitglied der KPdSU.
Ab 1949 lehrte Ingal an der Leningrader Muchina-Kunst-Gewerbe-Hochschule, die 1876 von Baron Alexander von Stieglitz als Zentral-Schule für Technisches Zeichnen gegründet worden war. 1951 wurde Ingal zum Professor ernannt. Er war Korrespondierendes Mitglied der Akademie der Künste der UdSSR.
Ingal hatte Sofja Abramowna (Sura Abrumowna) Mischne (1899–1944) aus Kischinau geheiratet, deren Bruder Issai Abramowitsch Mischne (1896–1918) einer der 1918 erschossenen 26 Bakuer Kommissare war. Sie war Nichte des jiddischen Komponisten und Dirigenten Schmuel Weinberg und Cousine des Komponisten Mieczysław Weinberg. Ingals Tochter aus dieser Ehe war die Philologin Kira (Schosefina) Ingal (1929–1991). 1952 heiratete Ingal in zweiter Ehe Galina Iwanowna Troschina, mit der er die Töchter Alla (* 1952), Irina (* 1955) und Marina (* 1960) bekam. Vettern Ingals waren der Dichter Jewgeni Dolmatowski und der Autokonstrukteur Juri Dolmatowski. Ingals Neffe Georgi Borissowitsch Ingal (1920–1950) war Übersetzer und wurde 1947 Opfer einer Stalinschen Säuberung.
Ingal starb am 29. März 1966 in Leningrad und wurde auf dem Bogoslowskoje-Friedhof begraben.

## Ehrungen, Preise
- Stalinpreis II. Klasse (1941 mit Weniamin Bogoljubow) für die Ordscbonikidse-Statue (1937)[2]
- Verdienter Kunstschaffender der RSFSR (1957)[1]

## Werke (Auswahl)

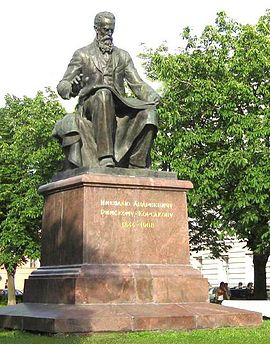
Rimski-Korsakow-Denkmal (1944–1948, 1952 mit Weniamin Bogoljubow, Architekt Modest Schepilewski) am Sankt Petersburger Konservatorium
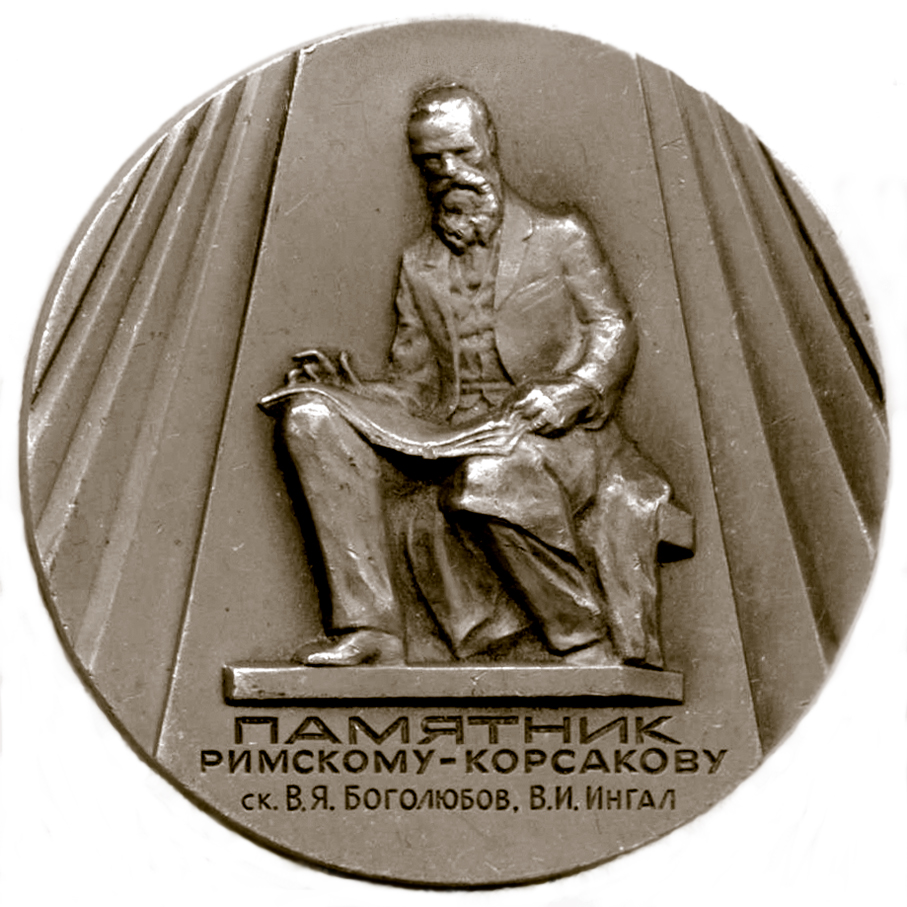
Rimski-Korsakow-Gedenkmedaille (mit Weniamin Bogoljubow)
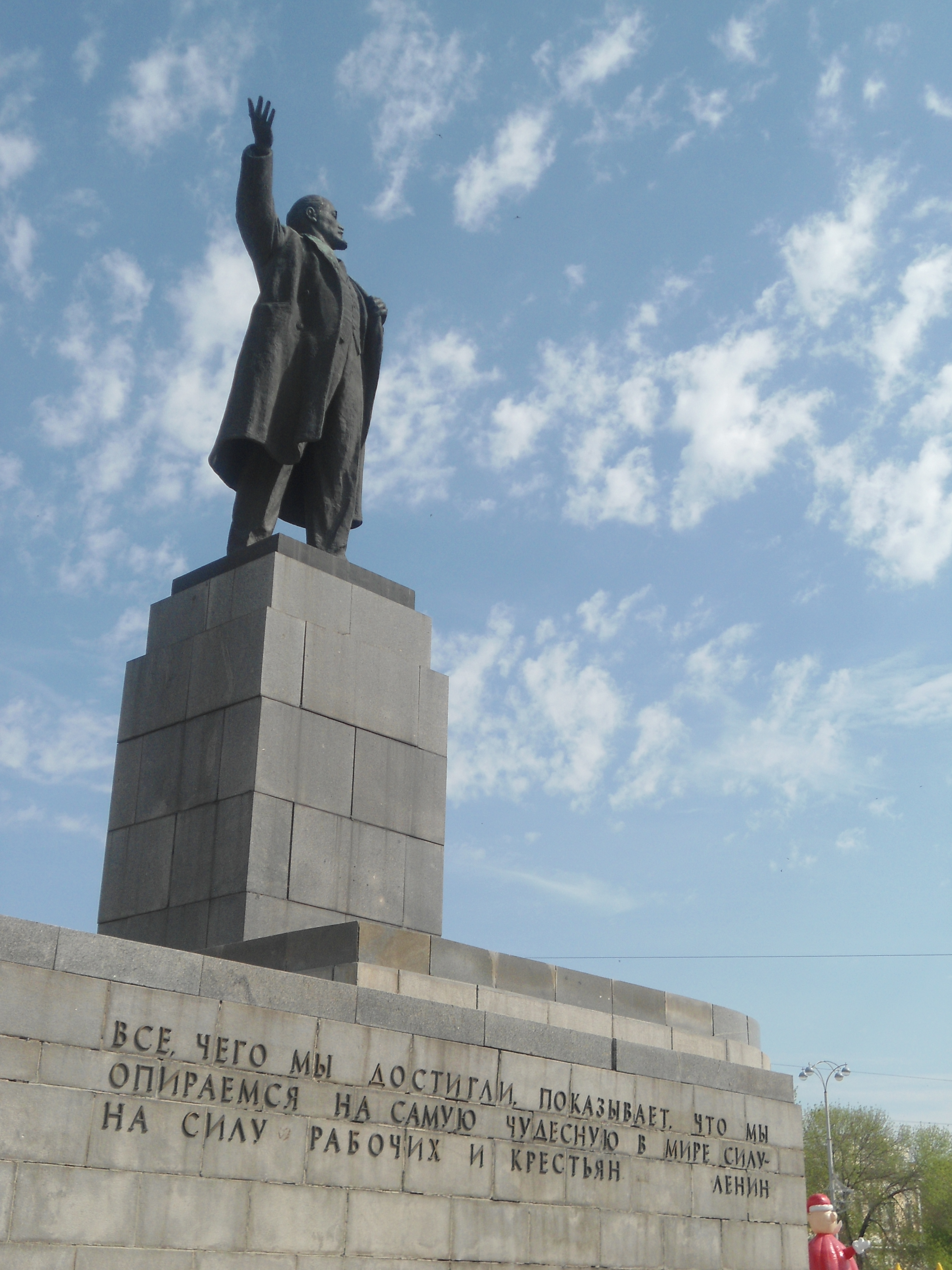
Lenin-Denkmal (1956–1957, mit Architekten Anatoli Issaakowitsch Pribulski, Pjotr Deminzew) Jekaterinburg